# Ahmad Akbari
Ahmad Akbari Javid (persisch احمد اکبری جاوید; * 10. Februar 1947; † 17. Oktober 2022) war ein iranischer Fechter.

## Karriere
Ahmad Akbari wurde am 10. Februar 1947 geboren. Er gewann bei den Asienspielen 1974 Gold im Mannschaftswettbewerb mit dem Säbel und Bronze im Mannschaftswettbewerb mit dem Florett. Bei den Olympischen Sommerspielen 1976 in Montreal belegte er den 38. Platz im Florett-Einzel und wurde im Mannschaftswettkampf mit dem Florett und mit dem Säbel jeweils Neunter. Akbari starb am 17. Oktober 2022 im Alter von 75 Jahren.